# Gary Orr

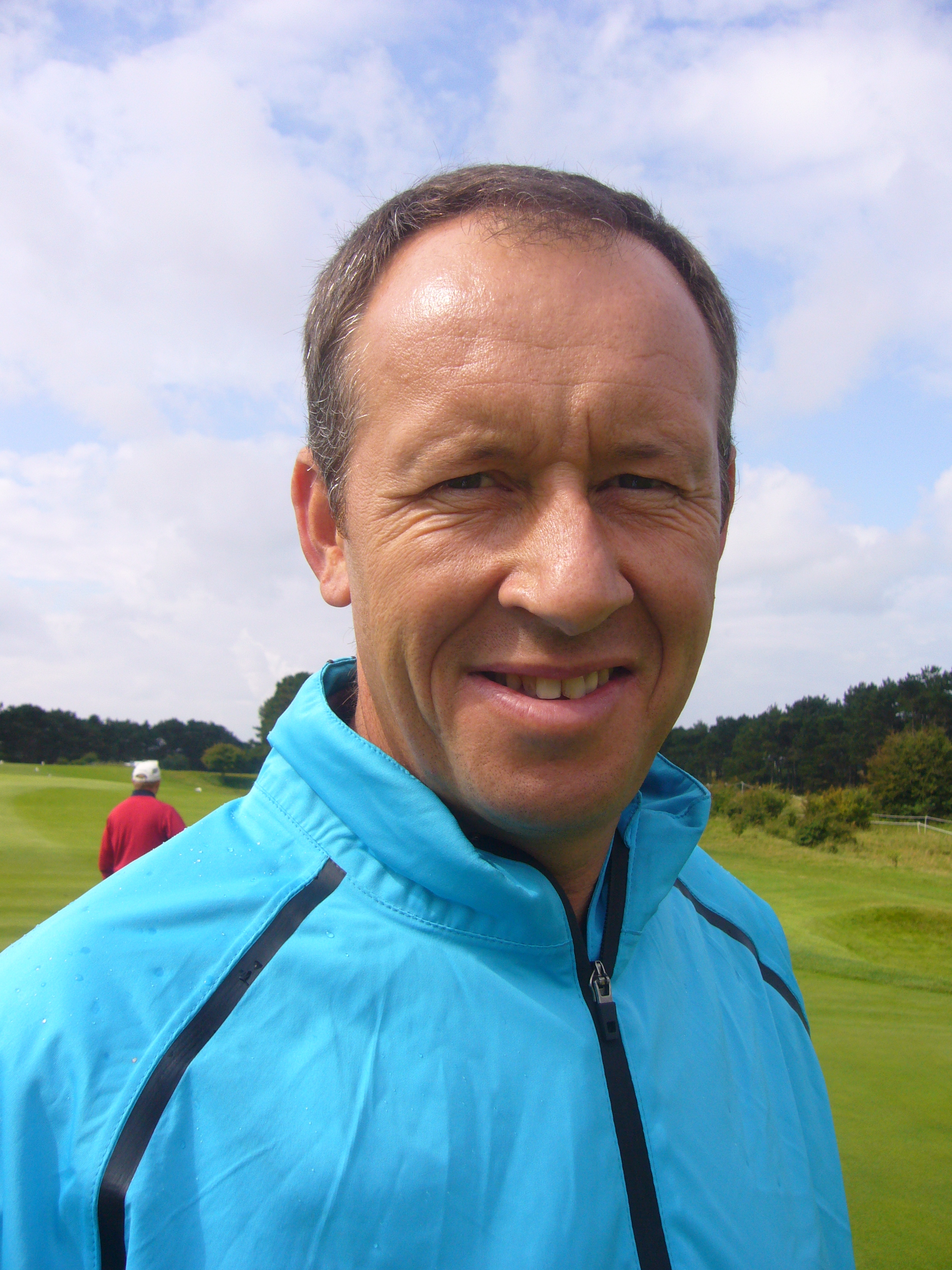
KLM Open 2008

Gary Hamish Orr (Helensburgh, 11 mei 1967) is een Schotse golfprofessional. Gary Orr is in Helensburgh geboren en woont er met zijn vrouw Sarah en hun kinderen Jamie (2000) en Booby William (2003).
In 1988 wordt hij professional en vanaf 1992 heeft hij onafgebroken op de Europese PGA Tour gespeeld. In 1993 won hij Sir Henry Cotton Rookie of the Year Award. In 2000 wint hij het Algarve Portugees Open en de Victor Chandler British Masters en eindigt op de 10de plaats van de Europese Order of Merit, zijn beste positie tot nu toe.
In 2007 krijgt hij tijdens het Open op de Golf National bij Parijs last van zijn rug, en verlaat het toernooi. Dat seizoen verdient hij niet genoeg geld om zijn kaart te behouden. Op medische gronden krijgt hij toestemming om toch in 2008 te spelen. De week voor het KLM Open eindigt hij als 4de op de SAS Masters op de Arlandastad Golf in Stockholm. Het KLM Open is zijn 7de toernooi in 2008. 

## Gewonnen
- 2007: Algarve Portugees Open en de Victor Chandler British Masters